# Paragon (Indiana)
Paragon – miasto w Stanach Zjednoczonych, w stanie Indiana, w hrabstwie Morgan.